# Ogród Allaha
Ogród Allaha (The Garden of Allah) – amerykański dramat przygodowo-romantyczny z 1936 w reżyserii Ryszarda Bolesławskiego.

## O filmie
Historia przedstawiona w filmie została oparta na powieści Roberta Hichensa pod tym samym tytułem z 1904. Wcześniej napisano na jej podstawie sztukę teatralną i dwukrotnie zekranizowano. Remake z 1936 wyreżyserował Ryszard Bolesławski, a wyprodukował David O. Selznick. W głównych rolach obsadzeni zostali Marlene Dietrich i Charles Boyer. Film, którego akcja rozgrywa się na obszarach Sahary, nakręcono na pustyni w stanie Arizona, niedaleko miasta Yuma. Główną rolę kobiecą odrzuciła Greta Garbo.
Była to jedna z pierwszych produkcji w historii kina nakręcona w technicolorze. Dietrich bezskutecznie nalegała, by obraz nakręcić w czerni i bieli. Aktorka nie lubiła tego filmu; nazywała Ogród Allaha „śmieciem”, wyznała także, że jest nim „zażenowana”.
Film pierwotnie zaprezentowano w październiku 1936, a jego ogólnokrajowa premiera w Stanach Zjednoczonych miała miejsce miesiąc później. W większości krajów europejskich Ogród Allaha na ekrany wszedł dopiero w 1937.
Amerykańska piosenkarka Cyndi Lauper wykorzystała fragment filmu w swoim teledysku "Time After Time" z 1984.

## Fabuła
Akcja filmu rozgrywa się w północnej Afryce. Boris Androvski (Charles Boyer) decyduje się opuścić zakon trapistów, zabierając z sobą recepturę wytwarzania ich słynnego likieru. Domini Enfilden (Marlene Dietrich) po śmierci swego ojca, którym opiekowała się długi czas, pragnie wyciszyć się i odpocząć. Za namową przyjaciółki udaje się na Saharę. Oboje spotykają się, zakochują w sobie i pobierają, jednak mężczyzna ukrywa przed żoną swoją przeszłość. Francuski żołnierz Legii Cudzoziemskiej odkrywa jednak jego tajemnicę i prawda wychodzi na jaw. Boris decyduje się opuścić żonę i wraca do zakonu.

## Obsada
- Marlene Dietrich jako Domini Enfilden
- Charles Boyer jako Boris Androvski
- Basil Rathbone jako hrabia Ferdinand Anteoni
- C. Aubrey Smith jako ojciec J. Roubier
- Joseph Schildkraut jako Batouch
- John Carradine jako the wróżacy z piasku
- Alan Marshal jako kapitan De Trevignac
- Lucile Watson jako matka przełożona Josephine
- Henry Brandon jako Hadj
- Tilly Losch jako Irena
- Helen Jerome Eddy jako zakonnica

i inni.

## Oceny
| Źródło       | Ocena  |
| ------------ | ------ |
| AllMovie     | [ 9 ]  |
| Eye for Film | [ 10 ] |